# Assac
Assac é uma comuna francesa na região administrativa da Occitânia, no departamento de Tarn. Estende-se por uma área de 15.06 km², e possui 143 habitantes, segundo o censo de 2018, com uma densidade de 9.5 hab/km².